# Abric de les Dogues
L'abric de les Dogues és un jaciment amb pintures rupestres situat a Ares del Maestrat, al País Valencià i descobert el 1934. Anàlisis han confirmat que s'utilitzà carbó vegetal com a base del pigment de les pintures. Fins i tot s'han pogut identificar les espècies vegetals utilitzades gràcies a la troballa de cèl·lules vegetals. L'obra representa una escena de guerra amb més de 27 arquers humans de fins a 6 cm d'altura.